# 라트비아 인민전선

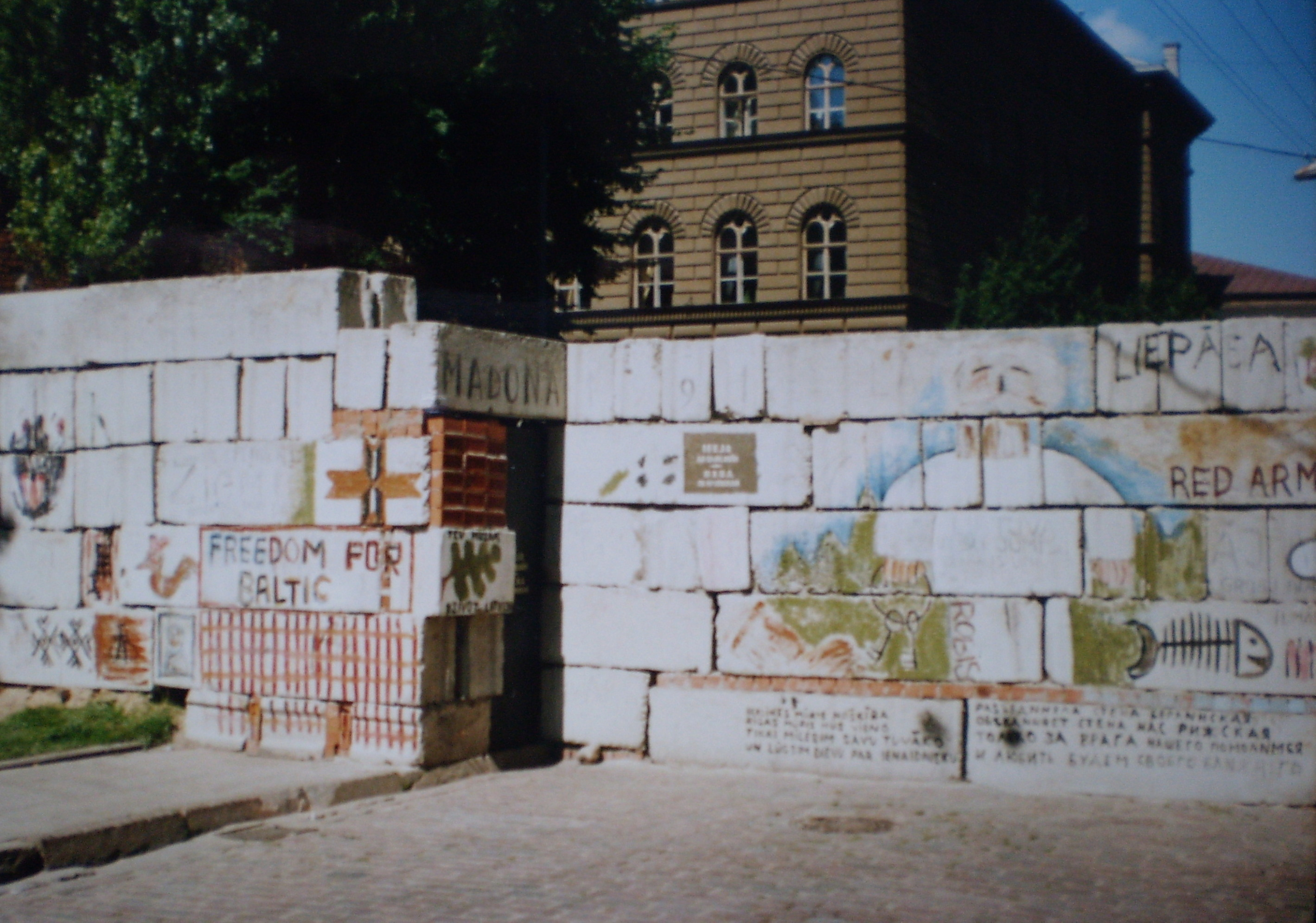
바리케이드 사건 때 사용되던 바리케이드

라트비아 인민 전선(라트비아어: Latvijas Tautas fronte)은 1980년대와 1990년대에 라트비아를 소련으로부터 독립을 얻기 위하여 활동했던 독립 운동 조직이자 정당이다. 이 조직은 에스토니아의 에스토니아 인민 전선과 리투아니아의 독립기관인 사유디스와 유사한 조직이다.

## 독립 운동
1980년대부터 공산주의를 무너트리기 위한 동구권의 혁명이 시작되었다. 이때 소련에게 합병된 발트 3국에서도 혁명이 일어났다. 라트비아에도 독립파가 라트비아의 독립을 위하여 라트비아 인민 전선을 만들었다. 줄여서 LPF라고도 한다. 에스토니아 인민 전선이 만들어진 시기랑 비슷한 시기이다. LPF는 시민들의 큰 지지를 받아 1989년 의회 선거에서 의회 34석 중 26석을 차지하였다. 그리고 1990년 1월, LPF는 공산당 독재의 종말을 선언했다. 그러나 이 사실은 안 소련이 가만히 있을 리가 없었다. 그리고 1990년 최고소비에트 선거에서도 LPF 의원이 전체의석 201석 중 131석을 차지하였다. 그리고 59석을 차지한 라트비아 공산당도 결국 독립파와 이념파로 분열되고 말았다. 그러나 이러한 결과는 소련의 분노를 불러왔고 너무 라트비아민족만 우대한다는 비(非)라트비아계의 격렬한 반대에 부딪쳤다.

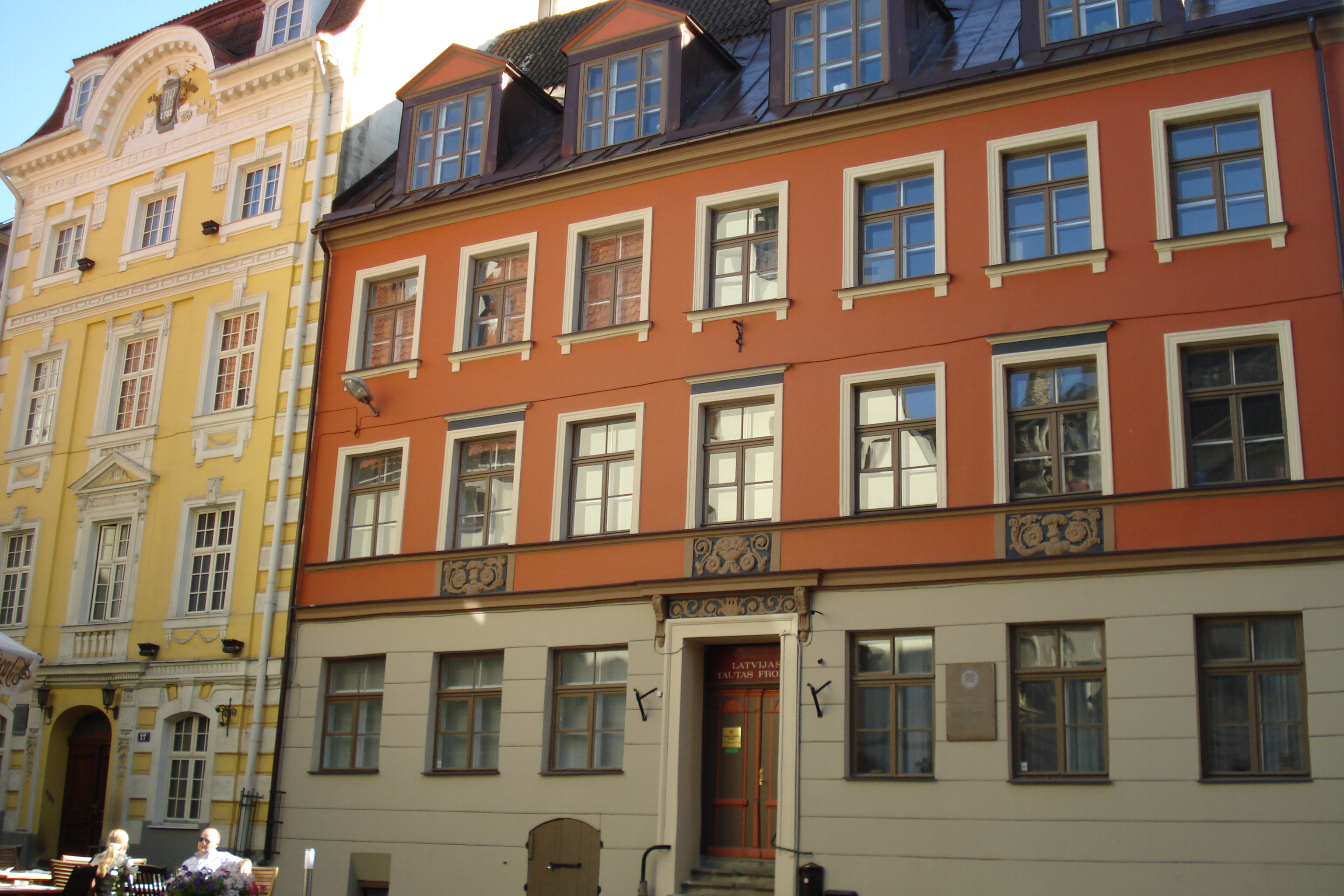
수도 리가에 있는 라트비아 인민 전선 박물관

### 1월 사건과 독립
1991년 결국 멸망의 위기에 놓인 소련은 라트비아의 이웃나라 리투아니아를 침공했다. 그러나 사유디스의 승리, 소련의 패배로 끝나면서 라트비아의 LPF도 준비를 하였다. 결국 리투아니아의 1월 사건이 끝난지 하루 만에 소련은 라트비아를 침공했다(바리케이드 사건). 소련의 OMON은 LPF 제거를 목적으로 라트비아를 침공한 것이다. LPF와 시민들은 협동하여 소련과 싸웠다. 많은 사람들은 다치고 죽었다. 아직까지 이 싸움의 승자는 결판 나지 않았으나 대부분의 충돌에서 라트비아가 승리하였다. 라트비아는 소련의 붕괴 이후 완전히 독립하였다. 그 해 8월 소련파가 다시 쿠데타를 일으켰으나 실패하였다. 그리고 라트비아 인민 전선은 라트비아 통일의 근원이 되었다. 그 밖에도 라트지아 인민 전선은 발트의 길을 주도하는 등 독립적인 조직이 되었다. 그리고 수도 리가에는 라트비아 인민 전선 기념 박물관이 있기도 하다.

## 같이 보기
- 에스토니아 인민전선
- 사유디스